# Rozbicie dzielnicowe Rusi

Księstwa Rusi Kijowskiej po śmierci Jarosława Mądrego w 1054 roku

Rozbicie dzielnicowe Rusi – okres rozdrobnienia feudalnego w historii ziem ruskich, trwający od 1054 roku. W okresie tym Ruś rozpadła się na szereg księstw udzielnych (dzielnic), znalazła się pod panowaniem tatarskim (1240–1480) i uległa w znacznym stopniu litewskiej oraz polskiej ekspansji terytorialnej, w wyniku której zachodnie udzielne księstwa ruskie zostały wcielone do państw litewskiego i polskiego. Wydzielone w XIII wieku Księstwo Moskiewskie doprowadziło do zjednoczenia ziem Rusi Północno-Wschodniej i ustanowienia Carstwa Rosyjskiego w 1547 roku. W 1591 roku zostało zniesione ostatnie księstwo udzielne na Rusi. W wyniku rozbicia dzielnicowego nastąpił odmienny rozwój kulturowy poszczególnych dzielnic ruskich. Rozpoczął się proces formowania trzech narodów wschodniosłowiańskich: białoruskiego, rosyjskiego i ukraińskiego.

## Przyczyny rozbicia
Po śmierci Jarosława Mądrego w 1054 roku, Ruś rozpadała się na szereg księstw dzielnicowych. Było to wynikiem podziału państwa Rurykowiczów pomiędzy pięciu synów Jarosława. Każdorazowy podział władzy po śmierci kolejnych książąt kijowskich (zgodnie z zasadą senioratu) osłabiał państwo. Upadku nie powstrzymała ugoda książąt zawarta na zjeździe w Lubeczu (1097), na mocy której unieważniono oficjalnie zasadę senioratu, postanawiając, że od tego momentu w każdej oddzielnej dzielnicy panować będzie dziedzicznie dana linia książęca. Również silna chwilowo pozycja książąt Włodzimierza Monomacha (1113–1125), czy Mścisława Haralda (1125–1132), nie zapobiegła osłabianiu Rusi. Ród Rurykowiczów pogrążył się w konfliktach wewnętrznych, zręcznie wykorzystywanych przez Bizancjum. Rozdrobnieniu sprzyjały panujące wówczas stosunki ekonomiczne: w związku z ograniczeniem handlu pomiędzy poszczególnymi dzielnicami, potęgowała się ich polityczna izolacja.
Po powstaniu Cesarstwa Łacińskiego w roku 1204, Ruś straciła swe kontakty handlowe w basenie Morza Czarnego na rzecz Wenecji.
W połowie XII wieku istniały następujące księstwa dzielnicowe:
- Księstwo Nowogrodzkie,
- Księstwo Włodzimiersko-Suzdalskie,
- Księstwo Muromsko-Riazańskie,
- Księstwo Smoleńskie,
- Księstwo Kijowskie,
- Księstwo Połockie,
- Księstwo Czernihowskie,
- Księstwa Halickie i Wołyńskie,
- Księstwo Perejasławskie,
- Księstwo Turowsko-Pińskie,
- Księstwo Nowogrodzko-Siewierskie (Siewierszczyzna).

## Upadek Kijowa i podbój zachodniej Rusi
Wieki XII i XIII przyniosły dalszy polityczny, gospodarczy i kulturalny upadek Kijowa. Z Księstwa Kijowskiego wyodrębniło się z czasem Księstwo Peremysko-Trembowlskie, z którego zaś w 1140 roku powstało Księstwo Halickie, połączone w 1199 roku unią personalną z księstwem wołyńskim. W 1169 roku Kijów zdobył książę włodzimierski Andrzej I Bogolubski, który po opanowaniu miasta nie przeniósł do niego swojej stolicy, tak jak czyniła to większość jego poprzedników, lecz osadził w Kijowie podległego sobie księcia. Wraz z przeniesieniem siedziby wielkiego księcia do Włodzmierza nad Klaźmą, znaczenia nabierało możnowładztwo kijowskie (bojarzy). W 1299 roku metropolita Maksym przeniósł swą siedzibę ze zniszczonego Kijowa do Briańska, a następnie Włodzimierza.
Od 1207 roku rosło zagrożenie dla Rusi ze strony Złotej Ordy tatarskiej, która w 1223 roku zwyciężyła wojska rusko-połowieckie w bitwie nad Kałką. W latach 1237–1240 Batu-chan podbił wszystkie ziemie ruskie z wyjątkiem księstw Połockiego i Pińskiego. Tatarzy nie przejęli bezpośrednich rządów w podbitych księstwach, zadowolili się każdorazowym zatwierdzaniem kandydata do tronu książęcego we Włodzimierzu, który z kolei pełnił funkcje zwierzchnie nad resztą książąt i miał prawo zwracania się o pomoc do chana.
Korzystając z rozbicia dzielnicowego i osłabienia Rusi walkami z Tatarami, Wielkie Księstwo Litewskie w latach 1240–1392 podbiło większość zachodnich księstw ruskich, a samo państwo litewskie szybko uległo zruszczeniu. Jako pierwsze zostały podbite i przyłączone do Litwy ziemie dzisiejszej Białorusi – księstwa Połockie i Pińskie. Po klęsce poniesionej przez Księstwo Kijowskie w bitwie z wojskami litewskimi nad Irpieniem (1320) Kijowszczyzna stała się zależna od Litwy, a w 1362 r. bezpośrednio do niej wcielona. Z inicjatywy książąt litewskich Rurykowicze kijowscy zostali pozbawieni władzy, po czym emigrowali do Riazania. W wyniku wojny polsko-litewskiej (1340–1392) zostało zlikwidowane Księstwo Halicko-Wołyńskie, a jego terytorium rozdzielone pomiędzy Polskę i Litwę. Wszystkie zachodnie ruskie księstwa udzielne upadły.

## Wzrost znaczenia Rusi Włodzimiersko-Suzdalskiej
Na północno-wschodniej Rusi, w 1125 roku z ziemi rostowskiej wyodrębniło się Księstwo Rostowsko-Suzdalskie, które w 1157 roku przekształciło się w Księstwo Włodzimiersko-Suzdalskie. Wobec upadku znaczenia Kijowa, oraz niszczycielskich najazdów Pieczyngów, Połowców, a następnie Tatarów, ośrodek władzy przesunął się do obszarów Rusi Włodzimiersko-Suzdalskiej, oddzielonej od Kijowszczyzny szerokim pasem lasów briańskich. Dalszy wzrost nastąpił podczas niewoli mongolskiej, ponieważ władcy włodzimierscy regularnie opłacali suwerena, redukując w ten sposób liczbę ekspedycji karno-łupieżczych Złotej Ordy. Była prowadzona kolonizacja doliny górnej Wołgi i obszarów położonych pomiędzy Bałtykiem a Uralem.
W okresie panowania tatarskiego i litewskiej ekspansji wodzem dużej rangi i zręcznym politykiem okazał się książę nowogrodzki Aleksander Newski. W 1240 roku pokonał Szwedów (bitwa nad Newą), w 1242 roku inflancką gałąź zakonu krzyżackiego (bitwa na jeziorze Pejpus) i w 1245 roku rozbił wojska litewskie. W 1252 roku otrzymał od chana Sartaka tron włodzimierski, a wraz z nim zwierzchnictwo nad wszystkimi księstwami ruskimi. W 1299 roku podczas wojny pomiędzy chanami złotoordyjskimi Toktą i Nogajem metropolita Maksym przeniósł swą siedzibę ze zniszczonego Kijowa do Włodzimierza, w wyniku czego miasto to stało się głównym ośrodkiem zarówno politycznym, jak i religijnym Rusi.

## Koniec rozbicia dzielnicowego
W 1325 roku metropolita Piotr przeniósł rezydencję metropolitów ruskich z Włodziemierza nad Klaźmą do Moskwy i nakazał swoim następcom rezydować w tym samym miejscu. W 1462 roku tron moskiewski objął Iwan III Srogi, który w znacznej mierze zjednoczył kraj, wcielając do rządzonego przez siebie państwa księstwa udzielne: Jarosław (1463), Rostów (1474), Nowogród Wielki (1478) i Twer (1485). Korzystając z rozkładu Złotej Ordy, Iwan III wstrzymał całkowicie wypłacanie daniny i odparłszy tatarskie ataki odwetowe (1472 i 1480), ostatecznie uwolnił ziemie ruskie spod panowania Tatarów. W okresie tym nastąpiła również unifikacja prawa na Rusi. U podstaw nowego Sudiebnika Iwana III z 1497 r. legły m.in. Ruska Prawda (XI w.), dźwińska i biełozierska Ustawnaja gramota (1397, 1488) oraz pskowska i nowogrodzka Sudnaja gramota (1467, 1471). Panujący od 1505 roku Wasyl III dokończył dzieło jednoczenia kraju, przyłączając do swego państwa: Psków (1510), Smoleńsk (1514) i Riazań (1521). W 1591 roku zostało zniesione ostatnie księstwo udzielne na Rusi. Wielkie Księstwo Moskiewskie zyskało panowanie nad całą północno-wschodnią Rusią, podczas gdy zachodnie księstwa ruskie zostały wcześniej wcielone do Litwy, Polski i w mniejszym stopniu innych krajów.